# Claude Magnier
Claude Magnier (Párizs, 1920. január 20. – Párizs, 1983. június 22.) francia drámaíró, forgatókönyvíró és filmrendező.

## Élete és munkássága
Claude Magnier 1920-ban született Párizsban, egy könyvkötő fiaként. 1937-től 1940-ig kereskedelmi inasképzőt végzett, és kezdetben szülei vállalkozásában dolgozott, amelyet később át kellett volna vennie. Azonban hamarosan felfedezte a színház iránti vonzalmát, és először a színészetben próbálta ki magát. Pénzügyi okokból az 1940-es évek végén cipőboltot nyitott, majd 1952-ben visszatért a színházhoz, és színdarabírással foglalkozott.
1954-ben kezdett dolgozni első darabján, a Tiszta eseten (Monsieur Masure). A vígjáték nemzetközi sikert aratott Európában, Amerikában, Ausztráliában, és megkapta a Casino d'Enghien  nagydíját a drámaművészetért. Vitathatatlanul legismertebb alkotása az Oscar című vígjátéka, egy félreértés három felvonásban. 1958-ban Párizsban, németül pedig 1959-ben mutatták be először a stuttgarti Marquardtban. Nemzetközi népszerűséget az 1967-es azonos című filmadaptációban ért el, Louis de Funès főszereplésével.
A Blaise (1959) című vígjáték német premierje 1961-ben volt Egy lány mindenért címmel, és a frankfurti Roßmarktban mutatták be.
Magnier további darabjai közé tartozik a Léon ou la bonne formula (Léon vagy a helyes formula, 1963), a Jo (Üss meg, én vagyok a gyilkos, 1964), az Où étiez-vous quand les lumières se sont ´teintes? (Hol voltál, amikor kialudtak a fények?, 1968), a Herminie (1970) és a Nid d'embrouilles (1973).
1983. június 22-én 63 évesen Párizsban szívroham következtében halt meg.

## Filmográfia
Filmszerepe
- 1955: A nagy manőverek (Les Grandes Manœuvres)

Forgatókönyvei
- 1960: Réveille-toi, chérie (rendező is)
- 1967: Oscar-díj
- 1968: Hol voltál, amikor kialudtak a fények?
- 1971: Camouflage – Üss meg, én vagyok a gyilkos!(Jo)

Irodalmi műve
- 1990: Oscar – rosszból rosszabbra (Oscar)

## Fordítás
Ez a szócikk részben vagy egészben  a   Claude Magnier című német Wikipédia-szócikk ezen változatának fordításán alapul.  Az eredeti cikk szerkesztőit annak laptörténete sorolja fel. Ez a jelzés csupán a megfogalmazás eredetét és a szerzői jogokat jelzi, nem szolgál a cikkben szereplő információk forrásmegjelöléseként.